# Paulo da Fonseca e Silva
Paulo Willemsens da Fonseca e Silva (Rio de Janeiro, 1924) é um nadador brasileiro, que participou de uma edição dos Jogos Olímpicos pelo Brasil.

## Trajetória esportiva
Era aspirante a oficial do Exército e nadador.
Em 1946 foi campeão sul-americano dos 100 e dos 200 metros nado costas.
Foi recordista sul-americano nos 100 e 200 metros costas, no campeonato mundial de 1947.
Era atleta afiliado ao Fluminense quando participou dos Jogos Olímpicos de Verão de 1948 em Londres, e nadou os 100 metros costas, chegando à semifinal da prova.
Formado em educação física, foi técnico de natação e professor do Colégio Santo Ignácio, no Rio de Janeiro.